# Lamentations d'Ipou-Our
Les lamentations d'Ipou-Our est un texte appartenant au papyrus dit « de Leiden » répertorié sous le n° 344 au Musée de Leyde (Hollande).
Dans ses lamentations (on trouve aussi parfois dans certains ouvrages : Admonitions, Prophétie), Ipou-Our, un scribe, met en garde contre toute organisation sociale détournée de Maât ; c'est une longue déploration des malheurs du temps présent. Le trop long règne de Pépi II, souverain faible, a précipité le déclin de l'Ancien Empire. Les cadres de l'État sont peu à peu accaparés par une oligarchie qui va étouffer le système monarchique ; à cela s'ajoutent des forces d'opposition venues des classes les plus humbles : de larges couches populaires prétendent aux richesses et à la propriété, et engendrent à la fin de la VIe dynastie une révolution sociale.

## Extraits
Ce texte démontre ainsi la crise politique, crise économique, crise morale aussi de l'homme isolé, angoissé, privé soudain de la sécurité des habitudes sociales traditionnelles :

« Voyez, celui qui ne pouvait construire pour lui une barque est propriétaire de bateaux,
celui qui en avait les regarde : ils ne sont plus à lui.
Voyez, celui qui ignorait la cithare possède une harpe.
Voyez, la femme qui mirait son visage dans l'eau possède un miroir de bronze.
Toute bonne chose a disparu ; il ne reste pas le noir de l'ongle. La terre comme le tour du potier. »

C'est une double prise de conscience : historique, individuelle. Et la nostalgie du royaume tranquille et de la vie d'autrefois renaît :

« Cela est bon quand les navires remontent le courant.
Cela est bon quand le filet est tendu et les oiseaux soudain pris.
Cela est bon quand les mains des hommes élèvent des pyramides, et creusent des étangs, et plantent des arbres pour les dieux.
Cela est bon quand les hommes sont ivres et quand ils boivent le cœur joyeux.
'Cela est bon quand la joie est dans chaque bouche et que les chefs des nomes, de leurs maisons, contemplent ces réjouissances, vêtus de fine étoffe. »

Ipou-Our déplore l'abandon des cultes :

« Souviens-toi du temple blanc de plâtre, comme si c'était du lait, de la douceur du parfum de l'horizon, de la richesse des offrandes, (...)
Souviens-toi de l'encens qu'on y versait, de l'eau de libation que l'on faisait couler de la vaisselle à l'aube.
Souviens-toi des volailles grasses, des oies et des canards, et des offrandes qu'on disposait pour les dieux. »

Ipou-Our prophétise une situation catastrophique :

« (…) l’âge d’or sera oublié.
Règneront la violence, le crime et le vol (…)
La hiérarchie sera détruite, toutes les valeurs seront inversées (…)
On ne célèbrera plus les rites, on ne présentera plus les offrandes aux divinités ;
le Palais royal sera pillé, la momie de Pharaon profanée, les lois seront piétinées et les secrets trahis (...)
Mais quelques-uns refuseront tant de malheurs et l’espoir renaîtra dès qu’il se souviendront des vraies valeurs.
Si Pharaon est conscient de ses devoirs et honore la Maât, le temps du bonheur reviendra (…) »

## Sources
- Laura Parys, L'Égyptien dans la tourmente. Le concept d'isfet dans la littérature dite «pessimiste» de l'Égypte ancienne, Bruxelles, Safran (éditions), 2024, 492 p. (ISBN 978-2-87457-147-3)